# 暮らしの学校〜もっと知りたい!住まいと家電〜
暮らしの学校〜もっと知りたい!住まいと家電〜（くらしのがっこう・もっとしりたいすまいとかでん）はBSジャパンで2013年4月13日から2014年3月29日まで毎週土曜18:00〜18:54に放送されていた教養バラエティ番組。エディオングループの一社提供。

## 概要
水曜日に放送されていた『暮らしに役立つ!家電の学校』をリニューアルする形でスタート。「住まい」にも対象を広げ、日々の生活に役立つ情報を提供していく。
「家電」についても引き続き取り上げており、雑誌『GetNavi』（学研パブリッシング）と連動する企画も展開していく。
2014年3月29日をもって終了。

## 主なコーナー
- 本編 - 一つのテーマを取り上げ、VTRで歴史や仕組みなどを紹介しつつ、スタジオに専門家を迎えトークを繰り広げる。
- スギちゃんのワイルド住まい放浪記 - タレントのスギちゃんが一般住宅を訪問し、その住まいのユニークなポイントをレポートする。
- 家電の心 - 司会の徳井が、家電の開発に携わった人物から秘話などを聞き出す対談コーナー。雑誌『GetNavi』との連動企画。
- エディオン最新家電情報 - 『家電の学校』に引き続き、エディオングループで販売する家電の最新情報を伝える。

## 出演者

### スタジオ司会
- 徳井義実（チュートリアル）
- 内田恭子

### レポーター
- スギちゃん - ワイルド住まい放浪記

## 放送時間
- BSジャパン - 土曜18:00 - 18:54
- びわ湖放送（独立局） - 月曜12:00 - 12:55